# Натиле Нуово
Натиле Нуово је насеље у Италији у округу Ређо ди Калабрија, региону Калабрија.
Према процени из 2011. у насељу је живело 1236 становника. Насеље се налази на надморској висини од 187 м.